# 高学海
高学海（John Edwin Cardwell，1830年-1918年)是内地会（China Inland Mission）在华著名传教士。1830年，他出生于英国。1868年，他参加内地会来到中国，1869年，高学海夫妇来到新开辟的通商口岸城市九江，在那里建立内地会在江西省的第一个传教站。此后，他们夫妇长期在江西省各地传教。1871年，高学海夫妇在九江以南、鄱阳湖畔的大姑塘镇（今九江庐山区姑塘镇）建立了内地会的江西总部。1892年-1898年，高学海住在上海，担任美國聖經公會（American Bible Society）的代理人。1918年，高学海88岁时，在上海逝世。

## 延伸閱讀
- 內地會在華傳教士列表